# Luis Pérez Romero
Luis Pérez Romero es un ex ciclista español nacido el 25 de diciembre de 1980 en la localidad de Madrid (España). Debutó como ciclista profesional en la temporada 2004 con el equipo Relax-Fuenlabrada tras haber conseguido grandes victorias en categoría amateur como el Gran Premio Macario o una etapa de la Vuelta a Navarra. 

## Palmarés
2006
- Vuelta a Chihuahua, más 2 etapas
- 1 etapa de la Volta a Catalunya

## Equipos
- Relax-Fuenlabrada (2004-2005)
- Andalucía-Cajasur (2006-2010)